# Kapitalista z Kalisoty
Kapitalista z Kalisoty (ang. The Empire-Builder from Calisota, znany także jako The Richest Duck In The World) – opublikowany w 1994 r. komiks Dona Rosy, jedenasta część cyklu Życie i czasy Sknerusa McKwacza.
Komiks po raz pierwszy wydano na łamach duńskiego czasopisma Anders And & Co. Pierwsze polskie wydanie (pod tytułem Najbogatszy Kaczor na świecie) pochodzi z 2000 r.

## Fabuła
Historia rozgrywa się w latach 1903-1930.
Sknerus McKwacz wraca do Kaczogrodu, gdzie jego siostry, Matylda i Hortensja, dbały o jego interesy. McKwacz jest zirytowany zmianami, które zaszły pod jego nieobecność w skarbu, między innymi obecnością dodatkowego personelu. Zirytowane siostry wymuszają na Sknerusie, by zabrał je ze sobą w następną podróż służbową.
Cała trójka udaje się do Afryki, gdzie Sknerus handluje z miejscowymi plemionami, nabywając bogactwa naturalne za śmiesznie niskie kwoty. Gdy plemię Wudu odmawia mu sprzedaży lasów kauczukowych, upokorzony Sknerus niszczy ich wioskę i oszukuje szamana. Czarownik w odwecie nasyła na McKwacza zombie o imieniu Bombie.
Po powrocie do obozu Sknerus odkrywa, że Matylda i Hortensja, rozczarowane jego bezdusznością, wróciły do Kaczogrodu. Początkowo Sknerus, nękany wyrzutami sumienia, chce spotkać się z siostrami i je przeprosić, ale żądza zysku zwycięża. Przez następne lata McKwacz podróżuje po świecie, gromadząc majątek i przeżywając przygody, próbując jednocześnie uniknąć schwytania przez zombie.
W 1930 r. Sknerus wrócił do Kaczogrodu, który pod jego nieobecność stał się tętniącą życiem metropolią. Ponieważ miasto zawdzięczało rozwój inwestycjom Sknerusa, jest on witany przez władze i mieszkańców jako pierwszy obywatel. McKwacz lekceważy jednak powitanie i udaje się do skarbca, by osobiście zbadać stan swego majątku, lekceważąc także przyjęcie powitalne, urządzone przez rodzinę.
Rozzłoszczone Matylda i Hortensja, przez 23 lata pozbawione kontaktu z bratem i zmuszone do opieki nad skarbcem, opuszczają Sknerusa. Początkowo McKwacz chce przeprosić siostry, ale gdy dowiaduje się, że stał się najbogatszym kaczorem na świecie, rezygnuje ze swoich zamiarów. Odchodząca Matylda smutno komentuje, że Sknerus Kiedyś miał wszystko. Teraz ma tylko pieniądze i to, co można za nie kupić.

## Okoliczności powstania
Don Rosa starał się zawrzeć w komiksie jak najwięcej nawiązań do historii Carla Barksa, usiłując jednocześnie odpowiednio umieścić je w czasie. Największy problem przy tym podejściu generowała historia Voodoo Hoodoo z 1949 r.:
Z początku zastanawiałem się, czy w ogóle nie pominąć Voodoo Hoodoo, ale uświadomiłem sobie, że te dwie sprawy - Sknerus jako łotr i próba ułożenia fabuły obejmującej trzydzieści lat - jeśli zostaną połączone, rozwiążą moje problemy narracyjne. Założyłem, że narastająca chciwość i cynizm Sknerusa doprowadzą w końcu do sytuacji, kiedy stanie się postacią złą, co mogłem wykorzystać w opowieści.

## Nawiązania
- tytułowa Kalisota jest fikcyjnym stanem USA, którego stolicą ma być Kaczogród[9],
- wypowiedziane przez Matyldę zdanie, że Sknerus Kiedyś miał wszystko. Teraz ma tylko pieniądze i to, co można za nie kupić, jest nawiązaniem do kwestii wypowiedzianej przez Waltera Houstona w filmie All That Money Can Buy z 1941 r.[10]